# Zastava Paragvaja
Zastava Paragvaja jedinstvena je među svim ostalim zastavama država jer ima različite grbove na licu i naličju zastave. 
Zastava je trobojka crvene, bijele i plave boje. Na sredini bijele pruge nalazi se grb. S lica to je grb Paragvaja kojeg čine dva koncentrična kruga u kojim se nalazi žuta zvijezda petokraka oko koje je zelena grančica, a iznad koje piše Republica del Paraguay. S naličja se nalazi grb državne blagajne kojeg čine dva koncentrična kruga u kojim je žuti lav ispod jakobinske kape i riječi Paz y Justicia (mir i pravda).

## Vanjske poveznice
- Flags of the World